# اکو کلوم
اِکو کِلوم (به انگلیسی: Echo Kellum) یک نویسنده، تهیه‌کننده، بازیگر و کمدین اهل ایالات متحده آمریکا است.

## فیلم‌های برگزیده
| سال           | عنوان                  | نقش                  | یادداشت                                                                               |
| ------------- | ---------------------- | -------------------- | ------------------------------------------------------------------------------------- |
| ۲۰۱۲          | کمدی بنگ! بنگ!         | شهروند نگران (صدا)   | اپیزود: "Zach Galifianakis Wears a Blue Jacket & Red Socks"                           |
| ۲۰۱۲–۲۰۱۳     | بن و کیت               | تامی                 | اصلی (۱۶ اپیزود)                                                                      |
| ۲۰۱۲–۲۰۱۳     | داغ در کلیولند         | آرون/ جانی           | Episodes: "Hot & Heavy", "Love Is All Around"                                         |
| ۲۰۱۳          | دروازه                 | راو موکرجی           | Unsold television pilot                                                               |
| ۲۰۱۳          | NTSF:SD:SUV            | کلارنس/ لکس          | اپیزود: "Inertia", "Unfrozen Agent Man"                                               |
| ۲۰۱۳          | کلید و پیله            | عضو فانک باند        | ۱ اپیزود                                                                              |
| ۲۰۱۳          | کمدی بنگ! بنگ!         | تیبریوس جونز (صدا)   | اپیزود: "Aziz Ansari Wears a Charcoal Blazer", "Zach Galifianakis Wears a Santa Suit" |
| ۲۰۱۳–۲۰۱۴     | شان دنیا را نجات می‌دهد | هانتر                | اصلی (۱۵ اپیزود)                                                                      |
| ۲۰۱۳–۲۰۱۴     | ریک و مورتی            | جیکوب/ برد/ همسر اول | ۳ اپیزود (صدا)                                                                        |
| ۲۰۱۴          | دو تا برو              | نیک                  | Unsold television pilot                                                               |
| ۲۰۱۵          | شانگری لا سوئیت        | پسر فشن              | فیلم                                                                                  |
| ۲۰۱۵          | مردم مرده              | داگ                  | Unsold television pilot                                                               |
| ۲۰۱۵          | الف تا ی (A-Z)         | جوزف                 | اپیزود: "J Is for Jan Vaughan", "K Is for Keep Out"                                   |
| ۲۰۱۵          | تاریخچه مست            | لو آلسیندور          | اپیزود: "Cleveland"                                                                   |
| ۲۰۱۵          | لیگ                    | آقای مکگیبلت         | اپیزود: "The Yank Banker"                                                             |
| ۲۰۱۵          | تو بدترینی             | تال نیتن             | ۴ اپیزود                                                                              |
| ۲۰۱۵ تا اکنون | پیکان                  | کورتیس هالت          | نقش دوره‌ای ۷۲ قسمت                                                                    |
| ۲۰۱۷          | افسانه‌های فردا         | کورتیس هالت          | ۲ قسمت                                                                                |
| ۲۰۱۷          | روز دوست دختر          | مادسن                | فیلم کمدی درام                                                                        |